# Jardin Berthe-Weill
Le jardin Berthe-Weill est un espace vert du 3e arrondissement de Paris.

## Situation et accès
Situé à proximité du musée Picasso, le site est accessible par le 2 rue de la Perle et le 3 rue de Thorigny et desservi par la station de métro Saint-Paul. Ce jardin est adjacent au musée Picasso, détail symbolique rendant hommage au soutien de la marchande durant les débuts de l'artiste à son arrivée à Paris en 1900. Il s'agit d'un jardin dédié à la lecture, avec plusieurs bancs et une boîte à livres, rendant hommage à l'activité d'éditrice de la galeriste.

## Origine du nom
Il porte le nom de Berthe Weill (1865-1951) une marchande d'art française. Ce nom a été retenu après une votation citoyenne initiée par la Mairie du IIIe arrondissement de Paris, dont elle est sortie gagnante, grâce à la mobilisation de l'historienne de l'art Marianne Le Morvan. 

## Historique
Ce jardin a été ouvert en mars 2019 sur une « dent creuse » de 350 m2, et présente une plaque commémorative présentant brièvement le parcours de Berthe Weill.